# Andrew Ullmann

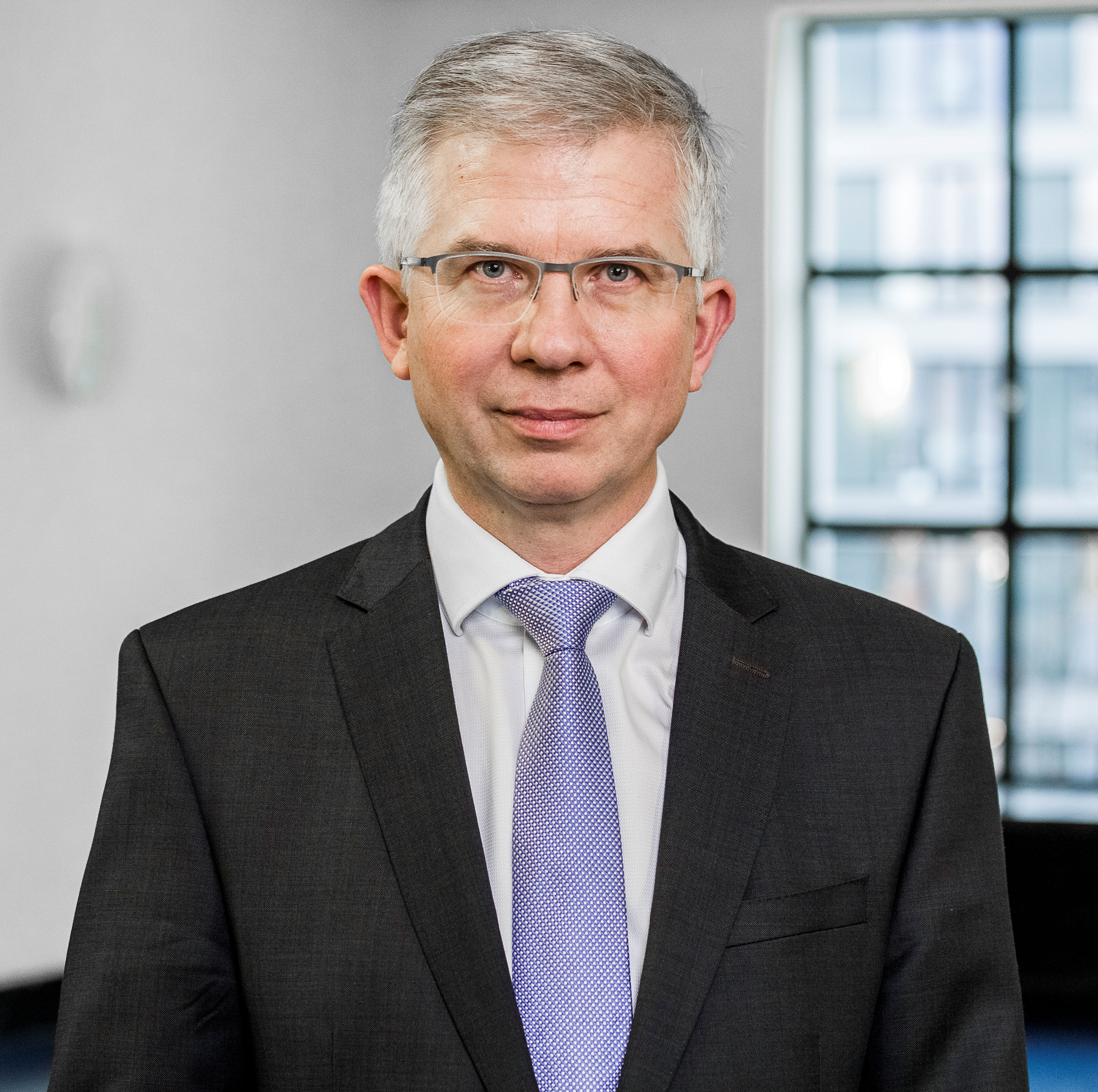
Andrew Ullmann, 2018

Andrew John Ullmann (* 2. Januar 1963 in Los Angeles, Kalifornien) ist ein deutscher Politiker der Freien Demokratischen Partei (FDP), war von 2017 bis 2025 Mitglied des Deutschen Bundestages, Universitätsprofessor für Infektiologie an der Julius-Maximilians-Universität Würzburg und Facharzt für Innere Medizin, Hämatologie, internistische Onkologie und Infektiologie.

## Leben und Beruf
Seine Kindheit verbrachte Ullmann in Los Angeles, bis er 1972 mit seiner Familie nach Deutschland zog. Nach dem Abitur 1981 am Reichenbach-Gymnasium in Ennepetal studierte er an der Ruhr-Universität Bochum Medizin und schloss das Studium 1987 mit dem medizinischen Staatsexamen ab. Während seiner Zeit als Assistenzarzt an der Universitätsklinik am St. Josef-Hospital Bochum nahm er an einer klinischen Ausbildung am St Clare’s Hospital/Spellman Center in New York City im Bereich HIV/AIDS teil. An der Harvard Medical School wurde er zum Infektiologen ausgebildet. Er habilitierte sich 2008 in der Universitätsmedizin Mainz und folgte 2012 einem Ruf zum Universitätsprofessor an die Universitätsklinik Würzburg.

## Partei
Ullmann trat 2003 der FDP bei und war von 2003 bis 2012 Vorstandsmitglied des FDP-Kreisverbandes Mainz-Bingen. Während dieser Zeit unterstützte er die Gründung des FDP-Ortsverbandes Ober-Olm. Von 2004 bis 2012 war Ullmann im Gemeinderat der Gemeinde Ober-Olm und von 2009 bis 2011 Mitglied im Verbandsgemeinderat Nieder-Olm. Seit 2013 ist er Mitglied im Bundesfachausschuss Gesundheit der FDP. Von 2015 bis 2019 und von 2021 bis 2023 war Ullmann Beisitzer im Landesvorstand der FDP Bayern. Seit Dezember 2024 Vorsitzender des bayerischen FDP-Landesfachausschusses Gesundheit und Pflege. Von 2015 bis 2023 war er Beisitzer im Vorstand des FDP-Bezirksverband Unterfranken, 2023 wurde er zum stellvertretenden Vorsitzenden gewählt. Ullmann war von 2013 bis 2015 stellvertretender Vorsitzender der FDP Würzburg-Stadt und ist seit 2015 ihr Vorsitzender.

## Öffentliche Ämter
Bei der Bundestagswahl 2017 war Ullmann FDP-Kandidat im Bundestagswahlkreis Würzburg und ist über die Landesliste der FDP in den Deutschen Bundestag gewählt worden. Im 19. Deutschen Bundestag war er ordentliches Mitglied im Gesundheitsausschuss und hat dort die Funktion als Obmann der Fraktion der Freien Demokraten übernommen. Andrew Ullmann war zudem stellvertretender Vorsitzender des Unterausschuss Globale Gesundheit stellvertretender Vorsitzender der Parlamentariergruppe USA, Berichterstatter der Fraktion für Technikfolgenabschätzung und stellvertretendes Mitglied im Ausschuss für Bildung, Forschung und Technikfolgenabschätzung. Zudem war er stellvertretender Vorsitzender des Unterausschusses Globale Gesundheit.
Bei der Kommunalwahl 2020 wurde Ullmann in den Stadtrat von Würzburg gewählt.
Bei der Bundestagswahl 2021 wurde Ullmann erneut über die Landesliste der bayerischen FDP in den Deutschen Bundestag (20. Wahlperiode) gewählt. Bis April 2022 war Ullmann erneut Obmann seiner Fraktion im Ausschuss für Gesundheit, von Mai 2022 bis März 2025 war Ullmann gesundheitspolitischer Sprecher seiner Fraktion. Andrew Ullmann war zudem Vorsitzender des Unterausschusses Globale Gesundheit und stellvertretender Vorsitzender der Parlamentariergruppe USA. Bei der Bundestagswahl 2025 scheiterte die FDP an der 5%-Klausel.
Eine Gruppe von Bundestagsabgeordneten um Ullmann plädierte in der Debatte um die Impfpflicht im Januar 2022 für eine Aufklärungspflicht und eine optionale Impfpflicht gegen COVID-19 für Menschen ab 50 Jahren. Letztlich wurden alle Initiativen abgelehnt.

## Persönliches
Ullmann ist verheiratet und hat zwei Kinder. Er ist römisch-katholischer Konfession.

## Ehrenamt
Ullmann ist Vorstandsmitglied beim Berufsverband Deutscher Internisten (BDI) und war Beisitzer in der Arbeitsgemeinschaft Infektionen in der Hämatologie und Onkologie der Deutschen Gesellschaft für Hämatologie und Onkologie (DGHO). Seit 2015 ist er Vertrauensdozent der Friedrich-Naumann-Stiftung für die Freiheit. Ullmann ist Mitglied der Transatlantik-Brücke.